# Polyrhachis craddocki
Polyrhachis craddocki é uma espécie de formiga do gênero Polyrhachis, pertencente à subfamília Formicinae.